# Troland Research Award

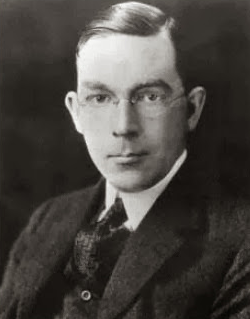
Leonard T. Troland

Der Troland Research Award ist eine Auszeichnung der National Academy of Sciences, die aus dem Vermächtnis von Leonard T. Troland (1889–1932), einem US-amerikanischen Physiker und Psychologen, gestiftet wurde. Die Auszeichnung wird jährlich an zwei junge Forscher (meist jünger als 45 Jahre, bis 1993 meist an jeweils einen Forscher) mit herausragenden Leistungen auf dem Gebiet der Experimentalpsychologie im weitesten Sinne vergeben. Das Preisgeld beträgt (Stand 2025) je 75.000 US-Dollar.

## Preisträger
- 1984 Edward N. Pugh
- 1985 Keith D. White
- 1986 Roger Ratcliff
- 1987 Laurence T. Maloney, Brian A. Wandell
- 1988 Eric I. Knudsen
- 1989 John T. Cacioppo
- 1990 Robert Desimone
- 1991 Daniel L. Schacter
- 1992 Martha Farah
- 1993 Steven Pinker
- 1994 David G. Lavond, Donald D. Hoffman
- 1995 Robert M. Nosofsky, Michael S. Fanselow
- 1996 Steven G. Yantis, Joseph E. Steinmetz
- 1997 Keith R. Kluender, Richard Ivry
- 1998 Jeffrey D. Schall, Virginia M. Richards
- 1999 Harold E. Pashler, Nancy G. Kanwisher
- 2000 Earl K. Miller, Elizabeth Gould
- 2001 Karen Wynn, Steven J. Luck
- 2002 John K. Kruschke, David J. Heeger
- 2003 Michael J. Tarr, David C. Plaut
- 2004 Wendy A. Suzuki, Robert L. Goldstone
- 2005 Jacob Feldman, Gregory C. DeAngelis
- 2006 Frederick M. Rieke, Marvin M. Chun
- 2007 Pawan Sinha, Randy L. Buckner
- 2008 Isabel Gauthier, Miguel P. Eckstein
- 2009 Andrew J. Oxenham, Tirin Moore
- 2010 Frank Tong, Michael J. Kahana
- 2011 Joshua B. Tenenbaum, Elizabeth A. Buffalo
- 2012 Laura E. Schulz, Jason P. Mitchell
- 2013 Lori Holt, Asif A. Ghazanfar
- 2014 Rebecca Saxe, Ueli Rutishauser
- 2015 Yael Niv, Lisa Feigenson
- 2016 Geoffrey F. Woodman, David J. Freedman
- 2017 Sian Leah Beilock, Tim Behrens
- 2018 Josh McDermott, Marlene R. Cohen
- 2019 Tom Griffiths, Adriana Galván
- 2020 Nim Tottenham, Michael C. Frank
- 2021 Nicole Rust, Michael J. Frank
- 2022 Leah Somerville, Roozbeh Kiani
- 2023 Tim Buschman, Catherine Hartley
- 2024 Christopher Harvey, Jennifer Trueblood
- 2025 Evelina Fedorenko, Nicholas Turk-Browne